# Whaddon, Cambridgeshire
Whaddon är en ort och civil parish i Storbritannien.   Den ligger i distriktet South Cambridgeshire i grevskapet Cambridgeshire i riksdelen England, i den sydöstra delen av landet, 70 km norr om huvudstaden London. Whaddon ligger 22 meter över havet och antalet invånare är 481.
Terrängen runt Whaddon är platt. Runt Whaddon är det ganska tätbefolkat, med 149 invånare per kvadratkilometer. Närmaste större samhälle är Cambridge, 15,1 km nordost om Whaddon. Trakten runt Whaddon består till största delen av jordbruksmark.